# Albury (Australië)
Albury is een stad in de staat New South Wales in Australië. De stad heeft 46.500 inwoners. Samen met de dichtbijgelegen stad Wodonga heeft het stadsgebied bijna 100.000 inwoners. Albury ligt aan de noordelijke oever van de rivier Murray, waar het Groot Australisch Scheidingsgebergte begint.
De regionale luchthaven is Albury Airport.

## Uiver
Albury werd in 1934 wereldwijd bekend doordat het KLM-vliegtuig Uiver, dat deelnam aan de Melbourne race, door slecht weer een noodlanding moest maken op de paardenrenbaan. Het plaatselijke radiostation had de automobilisten van Albury opgeroepen om de renbaan met hun koplichten te verlichten. De volgende morgen werd het vliegtuig door de lokale bevolking met man en macht naar een minder drassige plek gesjouwd voordat het naar de finish in Melbourne kon vertrekken.

## Geboren
- Margaret Smith-Court (1942), tennisster
- Richard Roxburgh (1962), acteur
- Scott McGregor (1981), acteur
- Patrick Murphy (1984), zwemmer
- James Meredith (1988), voetballer
- Meg Harris (2002), zwemster

Albury ·
Armidale ·
Bathurst ·
Blue Mountains ·
Broken Hill ·
Cessnock ·
Coffs Harbour ·
Dubbo ·
Gosford ·
Goulburn ·
Grafton ·
Griffith ·
Greater Taree ·
Hawkesbury ·
Lake Macquarie ·
Lismore ·
Lithgow ·
Maitland ·
Newcastle ·
Orange ·
Queanbeyan ·
Shellharbour ·
Shoalhaven ·
Sydney (hoofdstad) ·
Tamworth ·
Tanglewood ·
Wagga Wagga ·
Wollongong ·
Wyong